# Die Stadtgestalter
Die Stadtgestalter (Eigenschreibweise STADTGESTALTER) sind eine kommunalpolitische Wählergruppe von parteilosen Bürgern in Bochum und Wattenscheid. Sie wurde am 23. Januar 2014 in Bochum gegründet. Die Stadtgestalter setzen sich für mehr Bürgerbeteiligung ein. Gemäß ihrem Selbstverständnis ist es Ziel der Wählergemeinschaft, Bochum und Wattenscheid zu einem lebenswerteren Ort zu entwickeln.

## Geschichte
Kandidaten, die bei Kommunalwahlen für die Stadtgestalter antreten, müssen nicht Mitglied der Wählergruppe sein. Sie dürfen jedoch keiner Partei angehören. Bei der Aufstellung der Kandidaten für die Kommunalwahlen können alle Mitglieder der Wählergruppe sowie auch Bürger, die nicht Mitglieder der Wählergruppe sind, abstimmen.
Zu den Wahlen des Bochumer Stadtrats 2014 und 2020 legten die Stadtgestalter ein Wahlprogramm mit den Kernthemen Bildung, schuldenfreie Stadt, Bürger und Politik, Metropole Ruhr, Lebensqualität, Wirtschaftsförderung, Stadtidentität und Klimaschutz vor.
Die Stadtgestalter formulierten als Ideen für Bochum unter anderem eine Seilbahn, einen Vorschlag für ein Bochumer Seilbahnnetz eine Markthalle für die Bochumer Innenstadt, eine Promenade von Rathaus bis Schauspielhaus, eine Regiotramlinie parallel zum Radschnellweg Ruhr statt innerhalb der geplanten Wohnbebauung auf der ehemaligen rheinischen Bahnstrecke von Essen über Kray, Leithe (unmittelbar vorbei am Lohrheidestadion) und Günnigfeld nach Bochum, einen Hochschulcampus für Wattenscheid, einen Park auf den Dächern der Innenstadt, ein Tiny-House-Quartier für Bochum-Goldhamme, einen neuen Innenstadtplatz und -park (Propstei-Platz/Park) und eine Einbahnstraßenlösung für den Bochumer Innenstadtring.
Die Stadtgestalter bildeten von 2015 bis 2020 im Rat der Stadt gemeinsam mit der FDP eine Fraktion. Im Dezember 2020 wurde eine Fraktion mit der Partei Die PARTEI gebildet. Nach dem Tod von Nils-Frederick Brandt schrumpfte die zunächst vierköpfige Fraktion auf drei Sitze, da sich der Nachrücker für Die Partei Arnim Backs nicht der Fraktion anschloss. Nachdem im März 2024 Carsten Bachert den Austritt aus der Fraktion und den Stadtgestaltern erklärte, hatten Die Partei & Stadtgestalter nur noch Gruppenstatus. Die Ratsgruppe löste sich zum 31. August 2024 auf. Dr. Volker Steude vertritt die Stadtgestalter weiterhin im Stadtrat.
Am 25. Mai 2024 feierte die Wählergemeinschaft ihr 10-jähriges Bestehen.

## Wahlergebnisse
| Jahr | Bochum | Bochum   |
| Jahr | %      | Sitze    |
| ---- | ------ | -------- |
| 2014 | 1,10 % | 1 von 84 |
| 2020 | 1,73 % | 2 von 86 |